# Maladera mechiana
Maladera mechiana är en skalbaggsart som beskrevs av Ahrens 2004. Maladera mechiana ingår i släktet Maladera och familjen Melolonthidae. Inga underarter finns listade i Catalogue of Life.